# Areopago della Grecia continentale orientale
L'Areopago della Grecia continentale orientale (in greco Άρειος Πάγος της Ανατολικής Χέρσου Ελλάδος?) fu un regime provvisorio esistito nella Grecia centrale orientale durante la guerra d'indipendenza greca.

## Contesto
Durante le prime fasi della rivoluzione greca contro l'Impero ottomano, non esisteva alcuna autorità generale sui ribelli. Ogni regione eleggeva separatamente le proprie assemblee e cercava di mettere insieme un'amministrazione per coordinare la lotta. Una delle prime entità di questo tipo è stata fondata nella Grecia continentale orientale ("Roumeli").

## Storia
La rivolta iniziò a marzo e si affermò con la presa del capoluogo provinciale, Salona (l'odierna Amfissa ), il 27 marzo 1821. La guarnigione ottomana resistette nella cittadella fino al 10 aprile, quando i greci la presero. Allo stesso tempo, i greci subirono una sconfitta nella battaglia di Alamana contro l'esercito di Omer Vryonis, che provocò la morte di Athanasios Diakos. Tuttavia l'avanzata ottomana fu fermata nella battaglia di Gravia, sotto la guida di Odysseas Androutsos, che fu successivamente nominato comandante in capo della Grecia orientale. Vryonis si volse verso la Beozia e saccheggiò Livadia, in attesa di rinforzi prima di procedere verso la Morea. Queste forze di 8.000 uomini sotto Beyran Pascià, furono tuttavia sconfitte nella battaglia di Vassilika, il 26 agosto. Questa sconfitta costrinse anche Vryonis a ritirarsi, assicurandosi sia la Grecia orientale che la Morea.

## L'amministrazione della Grecia orientale
La sconfitta di Vryonis aprì la strada all'organizzazione politica dei territori liberati. Dal 15 al 20 novembre 1821 si tenne un congresso a Salona, cui parteciparono i principali notabili locali e capi militari. Sotto la direzione di Theodoros Negris, i membri stabilirono una costituzione provvisoria per la regione, con l'"Ordine legale della Grecia continentale orientale" (Νομική Διάταξις της Ανατολικής Χέρσου Ελλάδος), e istituirono un consiglio direttivo, l'Areopago, composto da 71 notabili provenienti da la Grecia continentale orientale, nonché dalle regioni della Tessaglia e della Macedonia, dove le rivolte greche sarebbero state presto represse.
Ufficialmente, l'Areopago fu sostituito dall'Amministrazione Provvisoria centrale, istituita nel gennaio 1822 dopo la Prima Assemblea Nazionale ma il consiglio continuò la sua esistenza ed esercitò una notevole autorità, sia pure in nome del governo nazionale. Tuttavia, i rapporti era spesso tesi, soprattutto perché la Grecia entrò presto in una fase di guerra civile. 

## Organizzazione
L'areopago ero divisa in due camere di sei membri. La magistratura, con poteri giudiziari, era presieduta dal vescovo Neophytos Talantiou, e il potere politico, con responsabilità amministrative era presieduto da Theodoros Negris. Sebbene originariamente fosse previsto che i due presidenti restassero in carica solo 52 giorni, affinché tutti i membri di potessero ricoprire incarichi a rotazione per un anno, la disposizione non si applicò.

### Membri
ll governo dell'Areopago era composto da un totale di 12 membri più i due presidenti dei due organi:
- Ioannis Filonos di Livadeia
- Vassilakis Kalkos di Livadeia
- Rigas Kontorigas di Salona
- Panagiotis Kondilis di Lidoriki
- Neofytos Talantiou da Atalanti
- Georgios Ainian di Patratziki
- Konstantinos Sakelion di Agrafa
- Ioannis Skandalidis dalla Macedonia
- Anthimos Gazis dalla Tessaglia
- Drosos Mansolas dalla Tessaglia
- Theodoros Negris, presidente dell'Areopago, di Zitouni
- Panousis Sabontzis di Tebe
- Ioannis Eirinaios da Atene
- Konstantinos Chatziioannou da Calcide